# Мушино (Тверская область)
Мушино — деревня в Удомельском городском округе Тверской области. 

## География
Деревня расположена в 13 километрах на северо-восток от города Удомля.

## История
В 1835 году в селе была построена каменная Иоанно-Богословская церковь, метрические книги с 1809 года.
В конце XIX — начале XX века село входило в состав Удомельско-Рядской волости Вышневолоцкого уезда Тверской губернии.
С 1929 года деревня являлась центром Мушинского сельсовета Удомельского района Тверского округа Московской области, с 1935 года — в составе Калининской области, с 1994 года — в составе Рядского сельского округа, с 2005 года — в составе Рядского сельского поселения, с 2015 года — в составе Удомельском городском округе.

## Население
| 1859 | 1989 | 2002 | 2010 |
| ---- | ---- | ---- | ---- |
| 321  | ↘56  | ↘44  | ↗75  |

## Достопримечательности
В деревне расположена недействующая Церковь Николая Чудотворца (Иоанна Богослова) (1835).